# Cesáreo L. Berisso

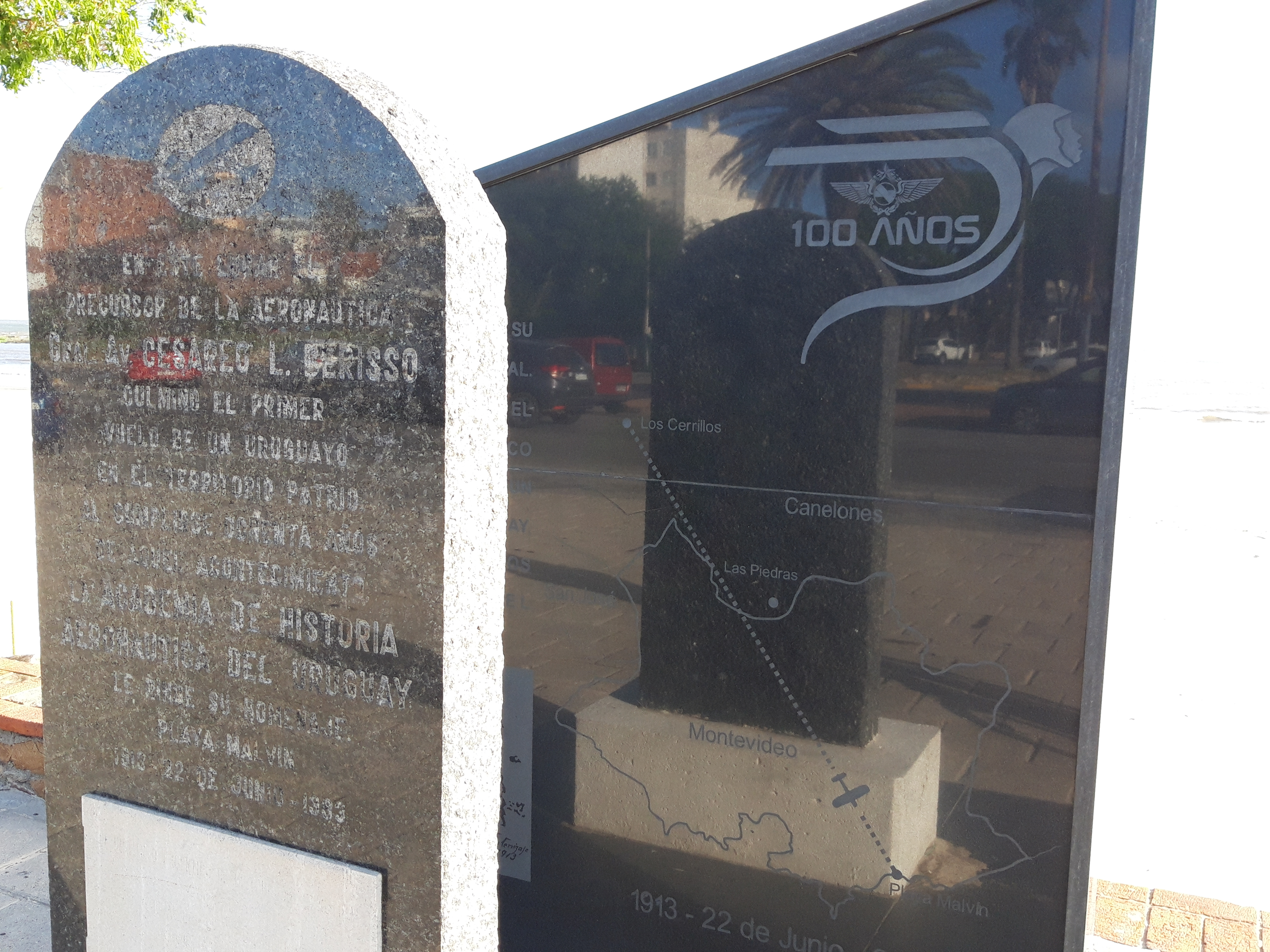
Monolito en la Playa Malvín que recuerda el lugar de aterrizaje de su primer vuelo en solitario.

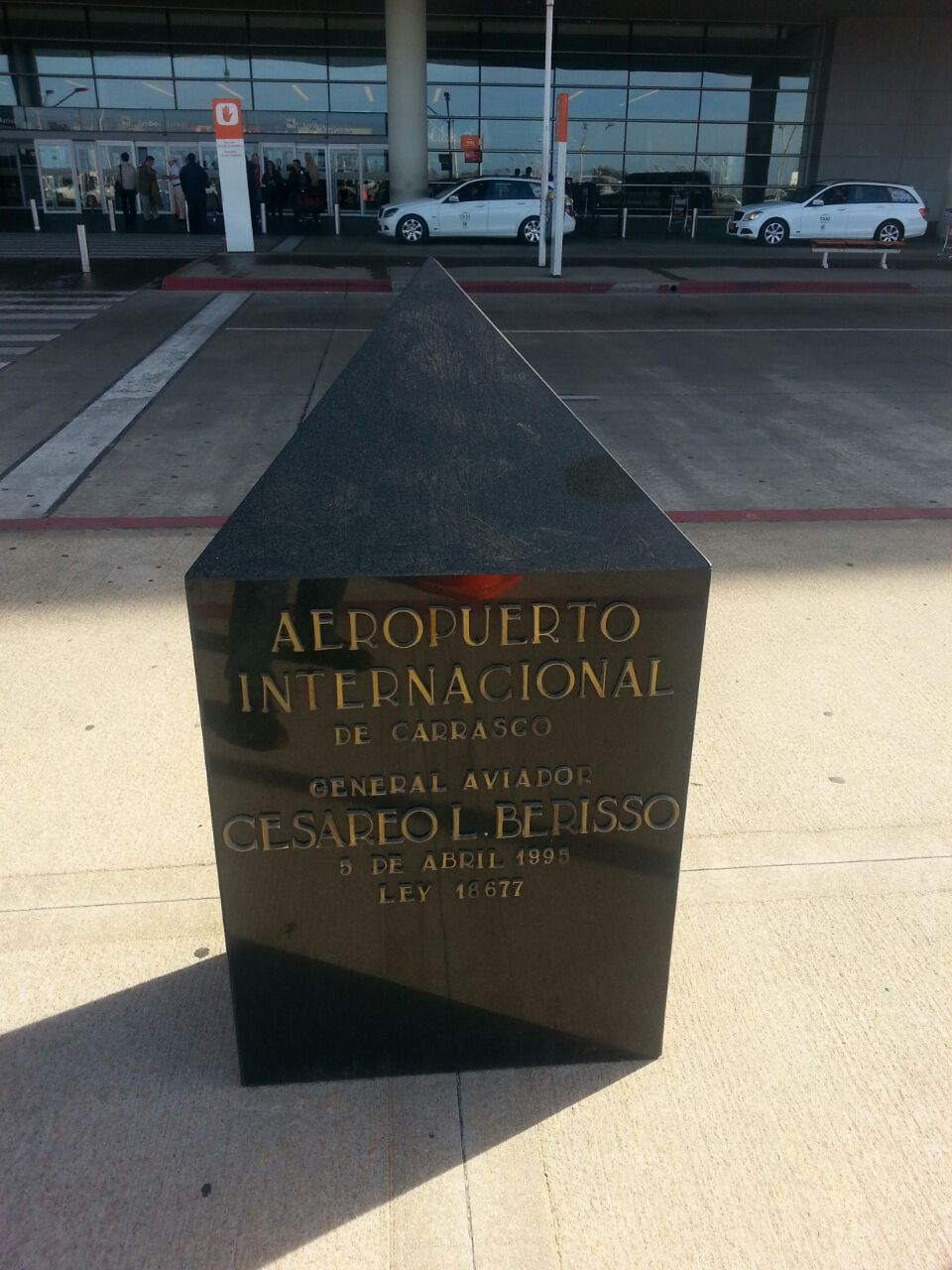
Monolito en el Aeropuerto Internacional de Carrasco en reconocimiento de Cesáreo L. Berisso.

Cesáreo Leonardo Berisso Pascal (Piedras Blancas, Montevideo, 6 de noviembre de 1887-ibidem, 28 de julio de 1971) fue un militar y aviador uruguayo, considerado pionero de la aviación uruguaya, fue uno de los primeros diez alumnos de la Escuela de Aviación Militar y en 1913 es el primer uruguayo en realizar un vuelo en solitario.

## Biografía
Cesáreo Berisso nació en Piedras Blancas, Montevideo, hijo de Cesáreo Berisso y Mariana Pascal. Se formó en la Escuela Militar de Uruguay desde 1907 hasta 1911 y egresó con el rango de Alférez del Arma de Artillería.

## Formación y carrera como aviador

### Primer vuelo
Berisso fue uno de los primeros alumnos de la Escuela de Aviación Militar de Los Cerrillos; fundada por el aviador francés Marcel Paillette tuvo una efímera existencia de tres meses, por la que se vio impedido de obtener el título de "piloto aviador". En lo que algunos describen como un "acto de rebeldía", en la madrugada del 22 de junio de 1913 Cesáreo Berisso y su compañero de academia Juan Manuel Boiso Lanza deciden tomar un avión cada uno para demostrar que podían volar solos. Únicamente él lo logró y partiendo de Los Cerrillos realizó la hazaña de sobrevolar durante 1 hora y 45 minutos 29 kilómetros sobre la ciudad de Montevideo y aterrizar en la Playa Malvín. Así se convirtió en el primer uruguayo en completar un vuelo en solitario en territorio nacional.

### Carrera
En 1916, Berisso fue nombrado como uno de los instructores de la recién inaugurada Escuela Militar de Aviación. Ese mismo año se consagra vencedor del Primer Gran Raid internacional en América, realizado entre Buenos Aires y Mendoza. Además, se convierte en el primer uruguayo en cruzar el Río de la Plata en globo volando en solitario desde la provincia de Buenos Aires hasta el departamento de San José.
Al obtener el grado de Mayor, asumió la dirección de dicho instituto desde 1922 hasta 1931. A mediados de la década de 1920, Berisso realizó varios vuelos de largo alcance en América. En 1925, él y Dagoberto Moll intentaron realizar la ruta Montevideo-Asunción-Rosario-Santa Fe-Mendoza pero no lograron cruzar los Andes. En el recorrido totalizaron 4.500 kilómetros y 32 horas de vuelo. 
Berisso ascendió a teniente coronel, inspector del Arma de Aeronáutica y finalmente general en 1944. En 1946 fue nombrado director general de Aeronáutica Militar. Se retiró de la actividad militar en 1947. Su actividad en la aeronáutica continuó en la rama civil, al ser nombrado como primer presidente de PLUNA, la primera aerolínea comercial uruguaya y aerolínea de bandera del país. 
Cesáreo Berisso integró las comisiones de “Estudio de la ley de Aeródromos” y “Aeródromo Nacional” con la finalidad de estudiar y definir la creación del aeropuerto nacional. De las tres comisiones que se formaron para este propósito fue presidente de la segunda y miembro de la comisión definitiva. El 19 de septiembre de 1944 se convierte en el primer aviador en aterrizar en las pistas del recién inaugurado Aeropuerto de Carrasco, las mismas que él había trazado para su emplazamiento.

### Primer aeroplano uruguayo
En 1929, Cesáreo Berisso, junto al mecánico Dagoberto Moll, diseñó y construyó el primer aeroplano de fabricación uruguaya, bautizado "Montevideo". Con él que partió junto a Moll, Rogelio Otero y Conti con el objetivo de volar desde Montevideo hasta Nueva York. Su travesía le permitió cruzar los Andes, sobrevolar Chile, Perú y Ecuador, sin embargo la aeronave sufrió un desperfecto mecánico en la selva colombiana obligando a efectuar un aterrizaje forzoso, sin registrarse víctimas fatales, pero con la pérdida total del aeroplano.

## Denominación del Aeropuerto Internacional de Carrasco con su nombre
En 1994, mediante la Ley N°16.677, se establece que el Aeropuerto Internacional de Carrasco, el principal aeropuerto de Uruguay, pase a llevar el nombre de "Aeropuerto Internacional de Carrasco - General Cesáreo L. Berisso" en reconocimiento a sus hazañas a nivel civil y militar, así como su participación en la creación del mismo. La base aérea militar lindera también lleva su nombre en la actualidad. Un monolito frente a la terminal de pasajeros del Aeropuerto Internacional de Carrasco y un pequeño Museo ubicado en la terraza del mismo homenajean a Berisso.

## Fundación Cesáreo Berisso
En 2002 se creó la Fundación Cesáreo Berisso, una Institución sin fines de lucro, cuya finalidad es la de asistir a las familias del Personal Subalterno de la Fuerza Aérea Uruguaya, enfocada muy especialmente a sus hijos e identificándose por su nombre en memoria y reconocimiento al pionero de la Aviación Uruguaya.